# Gruppenbezogene Menschenfeindlichkeit
Gruppenbezogene Menschenfeindlichkeit (GMF; englisch group-focused enmity) ist ein sozialwissenschaftlicher Begriff, der Einstellungen im Bereich Rassismus, Rechtsextremismus, Diskriminierung und Sozialdarwinismus mit einem integrativen Konzept zu fassen versucht. Das Konzept wird weiterentwickelt zum Begriff der Pauschalisierenden Ablehnungskonstruktionen (PAKOs).
Der von dem Erziehungswissenschaftler Wilhelm Heitmeyer (* 1945) geprägte Begriff bezeichnet zugleich ein Forschungsprogramm zur empirischen Langzeituntersuchung solcher Einstellungen in Deutschland. Die empirische Forschung findet in erster Linie im Rahmen eines Projekts des Bielefelder Instituts für interdisziplinäre Konflikt- und Gewaltforschung sowie eines von der Deutschen Forschungsgemeinschaft geförderten Graduiertenkollegs statt, an dem die Universitäten Bielefeld und Marburg beteiligt sind.

## Begriff und Forschungsprogramm
Der Begriff „gruppenbezogene Menschenfeindlichkeit“ basiert auf dem Bielefelder Desintegrationsansatz und zielt darauf ab, feindselige Einstellungen zu Menschen unterschiedlicher sozialer, religiöser und ethnischer Herkunft sowie mit verschiedenen Lebensstilen in einer Gesellschaft mittels eines Begriffes von großer Spannweite zu erfassen und zu systematisieren. Als gemeinsamer Kern der diesem Begriff zugeordneten Phänomene wird eine Ideologie der Ungleichwertigkeit angenommen – die Gleichwertigkeit und Unversehrtheit von spezifischen Gruppen der Gesellschaft werde in Frage gestellt. In die empirische Forschung werden offene und verdeckte Menschenfeindlichkeit einbezogen. Die federführende Forschergruppe spricht nicht von einem Phänomen, sondern von einem „Syndrom“. Die Bezeichnung „Syndrom“ für den Diskriminierungskomplex ist der Medizin entlehnt und bringt zum Ausdruck, dass die verschiedenen Symptome oft gleichzeitig oder korreliert auftreten.
Wesentliches Kennzeichen des Forschungsprogramms „Gruppenbezogenen Menschenfeindlichkeit“ des Instituts für interdisziplinäre Konflikt- und Gewaltforschung (IKG) der Universität Bielefeld war die Arbeit auf der Basis empirischer Sozialforschung, die mittels repräsentativer Langzeituntersuchungen die typischen Korrelationen der Teilphänomene herausarbeitete. Neben Fremdenfeindlichkeit und Rassismus wurde auch die Abwertung des Religiösen betrachtet, d. h. Antijudaismus und Islamfeindlichkeit. Einbezogen wurden darüber hinaus die Herabsetzung sexuellen oder sozialen Andersseins, d. h. die Abwertung von Obdachlosen, Homosexuellen und Behinderten sowie die Demonstration von Sexismus und Etabliertenvorrechten. Jährlich wurde in einer repräsentativen Befragung von 3000 Personen, die in Form von Telefoninterviews durch NFO Infratest vorgenommen wurde, die Verbreitung dieser Einstellungen in der Bevölkerung Deutschlands erhoben. Ein Teil der Personen ist in mehreren aufeinanderfolgenden Jahren befragt worden, um Entwicklungen des Syndroms dokumentieren zu können. Für das Forschungsprogramm besonders wichtig war die Untersuchung der statistischen Korrelationen zwischen den einzelnen Elementen.
Das Forschungsprojekt fand von 2002 bis 2012 statt und wurde im Herbst 2008 neben der Etablierung einer internationalen Vergleichsuntersuchung um zwei weitere Forschungsschwerpunkte zur sozialräumlich differenzierten Gruppenbezogenen Menschenfeindlichkeit in ost- und westdeutschen Gemeinden, Kleinstädten und Stadtteilen erweitert. In einem weiteren Projekt forschte man zu gruppenbezogener Menschenfeindlichkeit unter Jugendlichen mit und ohne Migrationshintergrund. Begleitet wurde dieses Projekt durch Promotionen im Rahmen eines DFG-Graduiertenkollegs. Die Langzeituntersuchung wird von einem Stiftungs-Konsortium unter Federführung der VolkswagenStiftung finanziert.

## Ergebnisse des Forschungsprojekts zur „Gruppenbezogenen Menschenfeindlichkeit“
Das Syndrom Gruppenbezogener Menschenfeindlichkeit beinhaltet der Definition nach folgende Elemente: Rassismus, Fremdenfeindlichkeit, Antisemitismus, Homophobie, Abwertung von Obdachlosen, Abwertung von Behinderten, Islamfeindlichkeit, Sexismus, Etabliertenvorrechte, Abwertung von Langzeitarbeitslosen. Die Ergebnisse der jährlich stattfindenden Erhebungen werden kontinuierlich berichtet.

### Gruppenbezogene Ergebnisse

#### Rassismus
Zum Phänomen des Rassismus zählt nach Ansicht der Forscher z. B. die von 12,6 % der Befragten im Jahr 2007 vertretene Auffassung, dass die Weißen zu Recht führend in der Welt seien (2002: 16,4 %; 2004: 13,1 %). Der Aussage, Aussiedler sollten besser gestellt werden als Ausländer, da sie deutscher Abstammung seien, schlossen sich 18,5 % der Befragten an (2002: 22 %; 2004: 21,9 %).

#### Fremdenfeindlichkeit
Fremdenfeindlichkeit drückt sich in der Bundesrepublik Deutschland nach Ansicht der Forscher u. a. darin aus, dass 54,7 % der Befragten im Jahr 2007 der Auffassung waren, dass zu viele Ausländer in Deutschland leben würden (2002: 55,4 %; 2004: 60 %). Zudem, so die Auffassung von 29,7 %, sei es richtig, Ausländer zurückzuschicken, wenn die Arbeitsplätze knapp würden (2002: 27,7 %; 2004: 36 %).

#### Antisemitismus
Hinsichtlich des Antisemitismus wurde von 15,6 % der Befragten im Jahr 2007 zu viel Einfluss von Juden in Deutschland angenommen (2002: 21,7 %; 2004: 22 %). Etwa 17,3 % waren überzeugt davon, dass Juden durch ihr eigenes Verhalten eine Mitschuld an der Judenverfolgung trügen (2002: 16,6 %; 2004: 12,8 %).

#### Homophobie
Bezüglich der Homophobie äußerten 31,3 % der Befragten im Jahr 2007 Ekel, wenn Homosexuelle sich in der Öffentlichkeit küssen (2005: 34,8 %). Homosexualität bezeichneten 15,3 % als unmoralisch (2005: 16,6 %). Gegen die Möglichkeit der Ehen zwischen Frauen und zwischen Männern sprachen sich 35,4 % aus (2005: 40,5 %).

#### Abwertung von Obdachlosen
Zur Frage hinsichtlich der Obdachlosenabwertung sagten 2007 38,8 %, dass ihnen Obdachlose in Städten unangenehm seien (2005: 38,9 %). Der Aussage, Obdachlose seien arbeitsscheu, stimmten 32,9 % zu (2005: 22,8 %). Der Forderung, bettelnde Obdachlose sollten aus den Fußgängerzonen entfernt werden, schlossen sich 34 % der Befragten an (2005: 35 %).
Zentral ist in diesem Zusammenhang der diskriminierende Begriff „asozial“.

#### Abwertung von Behinderten
Bei statistischen Erhebungen zur Behindertenfeindlichkeit gaben 7,7 % der Befragten im Jahr 2007 an, dass viele Forderungen von Behinderten „überzogen“ seien (2005: 8,3 %). Ebenso meinten 12,7 % der Befragten, dass für Behinderte in Deutschland zu viel Aufwand betrieben werde (2005: 15,2 %). Dass Menschen mit Behinderungen zu viel Vergünstigungen erhalten würden, wurde von 8 % angenommen (2005: 7,5 %).

#### Islamfeindlichkeit
Islamfeindlichkeit drückt sich im Unterschied zu sachlich begründeter Islamkritik in einer generell ablehnenden bis feindseligen Haltung gegenüber muslimischen Personen und allen Glaubensrichtungen, Symbolen und religiösen Praktiken des Islams aus.

#### Sexismus
Das Phänomen des „klassischen Sexismus“ bezieht sich auf geschlechtsdiskriminierende Vorstellungen. So sollen sich Frauen nach der Auffassung von 28,5 % der Befragten im Jahr 2007 wieder auf die Rolle der Ehefrau und Mutter besinnen (2002: 29,4 %; 2004: 29,3 %). Und 18 % stimmten der Aussage zu, dass es für eine Frau wichtiger sein sollte, ihrem Mann bei seiner Karriere zu helfen, als selbst Karriere zu machen (2004: 15,6 %).

#### Etabliertenvorrechte
Etabliertenvorrechte umfassen die von Alteingesessenen, gleich welcher Herkunft, beanspruchten raum-zeitlichen Vorrangstellungen, die auf eine Unterminierung gleicher Rechte hinauslaufen und somit die Gleichwertigkeit unterschiedlicher Gruppen verletzen. Für 35,1 % der Befragten im Jahr 2007 sollten diejenigen, die schon immer hier leben, mehr Rechte haben als solche, die später zugezogen sind (2002: 40,9 %; 2004: 35,5 %). Und wer neu sei, solle sich erst mal mit weniger zufriedengeben; 52,8 % vertreten eine solche Auffassung (2002: 57,8 %; 2004: 61,5 %).

#### Abwertung von Langzeitarbeitslosen
2007 wurde erstmals die Diskriminierungsform Abwertung von Langzeitarbeitslosen erhoben. „Diese Gruppe wird unter dem Gesichtspunkt mangelnder Nützlichkeit für die Gesellschaft in den Fokus der Abwertung gerückt.“ 2010 unterstellten 47 Prozent der Befragten, dass die meisten Arbeitslosen nicht wirklich daran interessiert seien, einen Job zu finden. 59 Prozent fänden es empörend, wenn Langzeitarbeitslose sich auf Kosten der Gesellschaft ein bequemes Leben machten.

#### Abwertung von Asylbewerbern
Diese Form der gruppenbezogenen Menschenfeindlichkeit wurde nur 2011 erfasst. Dabei lehnten 25,8 Prozent der Befragten die Aussage „Bei der Prüfung von Asylanträgen sollte der Staat großzügig sein“ ab. Fast die Hälfte der Befragten (46,7 %) stimmte der Aussage „Die meisten Asylbewerber befürchten nicht wirklich, in ihrem Heimatland verfolgt zu werden“ zu.

#### Antiziganismus
Auch Zahlen zu Antiziganismus wurden nur 2011 erfasst. 40,1 Prozent der Deutschen hätten „[…] Probleme damit, wenn sich Sinti und Roma in meiner Gegend aufhalten“ würden. 27,7 Prozent der Befragten finden, „Sinti und Roma sollten aus den Innenstädten verbannt werden“, und 44,2 Prozent stimmen dem Satz „Sinti und Roma neigen zu Kriminalität“ zu.

#### Unterschiede zwischen Ost- und Westdeutschland
2008 wurden die Ergebnisse aus Anlass des 20-jährigen Bestehens der Vereinigung von West- und Ostdeutschland im Sammelband Deutsche Zustände (Band 7) unter dem Aspekt der Wiedervereinigung interpretiert. In einem Artikel für Die Zeit betonte Wilhelm Heitmeyer, dass Ost- und Westdeutschland noch immer gespalten seien und dass sich viele Ostdeutsche benachteiligt fühlten. Dies habe fatale Auswirkungen für „Minderheiten“. Wilhelm Heitmeyer gibt zu bedenken:

„Betrachtet man die Entwicklung des Syndroms der gruppenbezogenen Menschenfeindlichkeit für den Zeitraum von 2002 bis 2008 aus der Ost-West Perspektive, dann zeigen sich differenzierte Verläufe. Bei fünf der insgesamt zehn Elemente sind die Werte im Osten 2008 höher als in Westdeutschland. Dagegen sind in der westdeutschen Bevölkerung sexistische Einstellungen, wenngleich mit abnehmender Tendenz, nach wie vor stärker vertreten.“

## Kritik
Im Detail kritisch zu den Studien wurde angemerkt, dass positiv und negativ konnotierte Fragestellungen (z. B. „Juden haben in Deutschland zu viel Einfluss“ versus „Der Islam hat eine bewundernswerte Kultur hervorgebracht“) bei den verschiedenen Untersuchungsfeldern unterschiedlich verteilt seien. Zudem seien die Formulierungen in ihrer Bedeutung insofern unscharf, als „keine Differenzierung der Antwort z. B. nach menschenrechts- bzw. demokratie- oder verfassungsorientierten Gesichtspunkten“ möglich sei, etwa in Bezug auf „das in der ersten und zweiten Erhebungswelle erhobene Item ‚Die Muslime in Deutschland sollten das Recht haben, nach ihren eigenen Glaubensgesetzen zu leben‘“, bei dem offen bleibe, ob eine Zustimmung mit einer „Umsetzung der Scharia in Deutschland“ assoziiert sei, was eine „Zuordnung als ‚islamophob‘ … in entsprechenden Fällen äußerst fragwürdig“ mache.
In Bezug auf den letztgenannten Item wurde in einer weiteren Analyse ergänzt, dass sich eine Ablehnung sogar durchaus auf die Rechtsprechung des Europäischen Gerichtshofs für Menschenrechte berufen könne, womit sich Wissenschaft letztlich selbst ad absurdum führe. Auch habe Heitmeyer selbst im Kontext älterer Studien über die Integration von Muslimen in Deutschland auf Widersprüche zwischen dem Koran und dessen in Deutschland vertretener Auslegung einerseits und dem Grundgesetz andererseits hingewiesen.
Für Natasha A. Kelly ist der Fokus auf individuelles Verhalten der falsche Ansatz. Das strukturelle Phänomen werde so verdeckt und somit das eigentliche Problem nicht angegangen.
Die Landeszentrale für politische Bildung Baden-Württemberg kritisiert die Konstruktion von Gruppen im Konzept, die es nicht als solche gebe, das Fehlen von Feindlichkeit gegen Lebenspraxen, sowie die implizierte Zuschreibung einer Identität auf Grund einer Tendenz. Die rechtsextreme Orientierung einer Person etwa bedeute nicht zwangsläufig, dass sie ein Rechtsextremist sei.

## Weitere Formen der gruppenbezogenen Menschenfeindlichkeit
Die folgende Form der Ausgrenzung von Personengruppen war nicht Teil der Studien:

### Abwertung von übergewichtigen Menschen
Die Mehrheit der deutschen Bevölkerung hat eine negative Meinung von adipösen Menschen. Es herrscht die Überzeugung, Übergewichtige seien disziplinlos und selbst schuld an ihrem Übergewicht. Eine Studie der Universität Leipzig ergab, dass das Annehmen dieser Stigmatisierung durch die Betroffenen zu einer starken Verringerung von Selbstachtung und Selbstvertrauen führt und dadurch Ängste und Depressionen nach sich zieht.

### Altersdiskriminierung
Der Ausdruck Altersdiskriminierung bezeichnet eine soziale und ökonomische Benachteiligung von Personen oder Gruppen aufgrund ihres Lebensalters. Den Betroffenen wird es im Falle einer Diskriminierung erschwert, in angemessener Weise am Arbeitsleben und am gesellschaftlichen Leben teilnehmen zu können.

### Adultismus
Das „Informations- und Dokumentationszentrum für Antirassismusarbeit e. V. (IDA)“, dem 30 Jugendverbände als korporative Mitglieder angehören, vertritt die These, dass (nicht nur von Eltern ausgehender) Adultismus eine Hauptursache gruppenbezogener Menschenfeindlichkeit sei: Durch Verhaltensweisen wie körperliche Gewalt, Bestrafung und laute Beschimpfung bis hin zu subtileren Formen wie ungefragtes Belehren, Beschämen, Unterbrechen, Belächeln, Liebesentzug, Schuldzuweisungen und Gespräche oder Blicke der Erwachsenen untereinander in Bezug auf Kinder sowie durch Loben und Belohnen, wenn damit von Erwachsenen gewünschtes Verhalten verstärkt werden soll, lernen demnach Kinder, „dass es ‚normal‘ ist, dass es ein ‚Oben‘ und ein ‚Unten‘ gibt, und dass es erstrebenswert ist, ‚oben‘ zu sein“. Dieses Schema der Ungleichwertigkeit könne – so die im IDA zusammengeschlossenen Jugendverbände – dazu führen, dass auch andere Formen der Diskriminierung nicht als Problem wahrgenommen werden.